# Stabreim
Stabreim – używana w literaturze niemieckojęzycznej nazwa aliteracji, czyli współbrzmiena początkowego. Termin stosuje się przede wszystkim w odniesieniu do starogermańskiego wiersza aliteracyjnego.